# Lancia Lybra
Lancia Lybra är en familjebil i mellanklassen som presenterades 1998 då den ersatte Dedramodellen. Lybra baseras tekniskt på Fiat Brava/Bravo och tillverkas i Lancias fabrik utanför Turin. Modellen anknyter designmässigt till klassiska Lanciamodeller från 1950- och 1960-talet och erbjuds både som sedan och kombi (SW). Modellen väntas ersättas under 2008 av en modell med samma namn. 

## Motorer
| Modell  | År        | Motor                   | Cylindervolym | Effekt | Vridmoment | Bränslesystem      |
| ------- | --------- | ----------------------- | ------------- | ------ | ---------- | ------------------ |
| 1.6     | 1999-2003 | 4-cyl radmotor DOHC 16V | 1581 cm³      | 103 hk | 144 Nm     | Bränsleinsprutning |
| 1.8     | 1999-2004 | 4-cyl radmotor DOHC 16V | 1747 cm³      | 130 hk | 156 Nm     | Bränsleinsprutning |
| 2.0     | 1999-2000 | 5-cyl radmotor DOHC 20V | 1998 cm³      | 154 hk | 186 Nm     | Bränsleinsprutning |
| 2.0     | 2000-2004 | 5-cyl radmotor DOHC 20V | 1998 cm³      | 150 hk | 181 Nm     | Bränsleinsprutning |
| 1.9 JTD | 1999-2000 | 4-cyl radmotor SOHC 8V  | 1910 cm³      | 105 hk | 255 Nm     | Turbodiesel        |
| 1.9 JTD | 2000-2001 | 4-cyl radmotor SOHC 8V  | 1910 cm³      | 110 hk | 275 Nm     | Turbodiesel        |
| 1.9 JTD | 2001-2005 | 4-cyl radmotor SOHC 8V  | 1910 cm³      | 115 hk | 275 Nm     | Turbodiesel        |
| 2.4 JTD | 1999-2000 | 5-cyl radmotor SOHC 10V | 2387 cm³      | 136 hk | 304 Nm     | Turbodiesel        |
| 2.4 JTD | 2000-2002 | 5-cyl radmotor SOHC 10V | 2387 cm³      | 140 hk | 305 Nm     | Turbodiesel        |
| 2.4 JTD | 2002-2004 | 5-cyl radmotor SOHC 10V | 2387 cm³      | 150 hk | 308 Nm     | Turbodiesel        |